# Tokyo Disney Resort

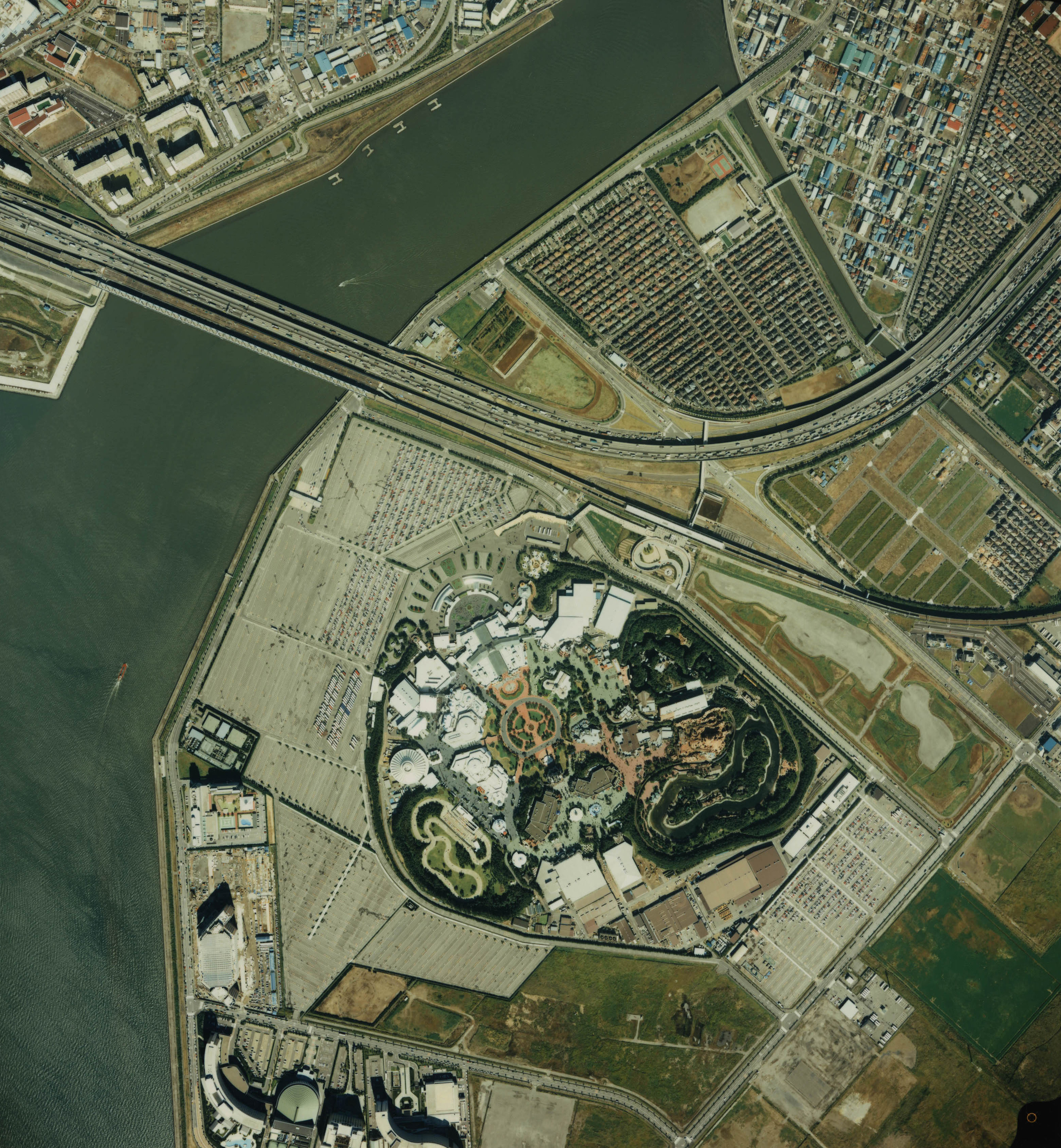
Fotografia aérea do Tokyo Disney Resort

Tokyo Disney Resort é um complexo de parques temáticos fundado em 15 de abril de 1983 em Urayasu-shi, em Chiba-ken, rente à divisa com Tóquio, pertencente à Oriental Land, devido ao com Walt Disney Company.
É uma réplica do primeiro parque construído na Califórnia. Devido ao grande interesse do público japonês e do de países vizinhos, o TDR chega a receber mais visitantes do que o original estadunidense. Em 1 de janeiro de 2000, Nasce um novo complexo de parque temático da Disney de Tóquio, a Tokyo Disney Resort.
Já o Tokyo Disney Sea foi inaugurado em 4 de setembro de 2001, ao lado da Tokyo Disneyland. É um parque originalmente japonês, voltado mais para o público juvenil-adulto mas com todas as qualidades e novidades do logotipo Disney: atrações radicais e restaurantes típicos de várias partes do mundo.
Além dos dois parques, há também um shopping temático (IKSPIARI), uma linha de monorail e sete hotéis dentro do resort.